# Günter Luttrop
Günter Luttrop (* 28. Oktober 1933; † 21. September 2015) war ein deutscher Fußballspieler und -trainer.

## Werdegang
Beim VfL Altenbögge begann Günter Luttrop in der Jugendabteilung des ehemaligen Gauligavereines mit dem Fußballspielen. In der kleinen Industriegemeinde vor den Toren Hamms, am Nordflügel der Wittener Mulde gelegen, jagte er im Stadion Am Rehbusch zusammen mit seinem jüngeren Bruder Otto dem Leder nach. Sportliche Höhepunkte in dieser Zeit waren der Gewinn der Vizemeisterschaft 1959 in der Amateurliga Westfalen hinter dem Meister SpVg Beckum sowie die Spiele um den Westdeutschen Pokal.
Während Günter Luttrop als aktiver Spieler, im Gegensatz zu seinem Bruder Otto, nie den Weg in die Fußball-Bundesliga ging, feierte er in späteren Jahren als Trainer sportliche Erfolge mit Vereinsmannschaften. Von 1963 bis 1968 trainierte er den SV Bockum-Hövel (mit dem jungen Bernard Dietz), von 1968 bis 1971 übernahm er das Traineramt bei der DJK Gütersloh, die mit Luttrop 1969 Westfalenmeister wurde und in die Regionalliga West aufstieg. Von 1971 bis 1973 war Günter Luttrop beim Lokalrivalen Arminia Gütersloh als Chefcoach beschäftigt, der ebenfalls in der Regionalliga spielte. Von 1974 bis 1977 trainierte er den Verbandsligisten TuS Ahlen.
1977 begann sein Engagement beim DSC Wanne-Eickel, den er in der Saison 1977/78 souverän zur Meisterschaft der Verbandsliga Westfalen führte und nach einer erfolgreichen Aufstiegsrunde auch den Sprung in die 2. Bundesliga Nord schaffte. In der Zweiten Liga erreichte der Trainer mit dem DSC in der Spielzeit 1978/79 mit Platz 13 den Klassenerhalt, dennoch wurde er zur neuen Saison durch Toni Burghardt ersetzt.
Günter Luttrop übernahm daraufhin zur Saison 1979/80 das Traineramt beim Ligarivalen SC Herford. Nach einer guten ersten Halbserie und Platz 10 zur Winterpause geriet der Klub in der Rückrunde in eine sportliche Krise. Eine Serie von fünf Niederlagen in Folge, unter anderen gegen die drei Tabellenschlusslichter Holstein Kiel, Arminia Hannover und den Wuppertaler SV, hatte im April 1980 die Entlassung von Luttrop zur Folge. Für die Zweitligaspielzeit 1980/81 verpflichtete ihn dann Rot-Weiß Lüdenscheid. Da nach der Saison jedoch die eingleisige zweite Liga eingeführt wurde, waren die Chancen auf den Klassenerhalt gering und der Verein schaffte mit Platz 20 auch sportlich nicht den Klassenerhalt.

## Erfolge
- 1969 Westfalenmeister mit der DJK Gütersloh
  - Aufstieg in die Regionalliga West
- 1978 Westfalenmeister mit dem DSC Wanne-Eickel
  - Aufstieg in die 2. Bundesliga Nord